# Cerkiew Świętych Cyryla i Metodego w Kromieryżu
Cerkiew Świętych Cyryla i Metodego (cz. Chrám svatého Cyrila a Metoděje) – prawosławna cerkiew w czeskim mieście Kromieryż.

## Historia i architektura
Cerkiew wzniesiono w latach 1946–1948. Cerkiew jest pomnikiem poległych w II wojnie światowej, upamiętnia m.in. biskupa Gorazda II. Wzniesiona w stylu neorosyjskim, we wnętrzu przyozdobiona licznymi ikonami. Zwieńczona jest kopułą.
8 lutego 1993 cerkiew wpisano do rejestru zabytków.

## Galeria

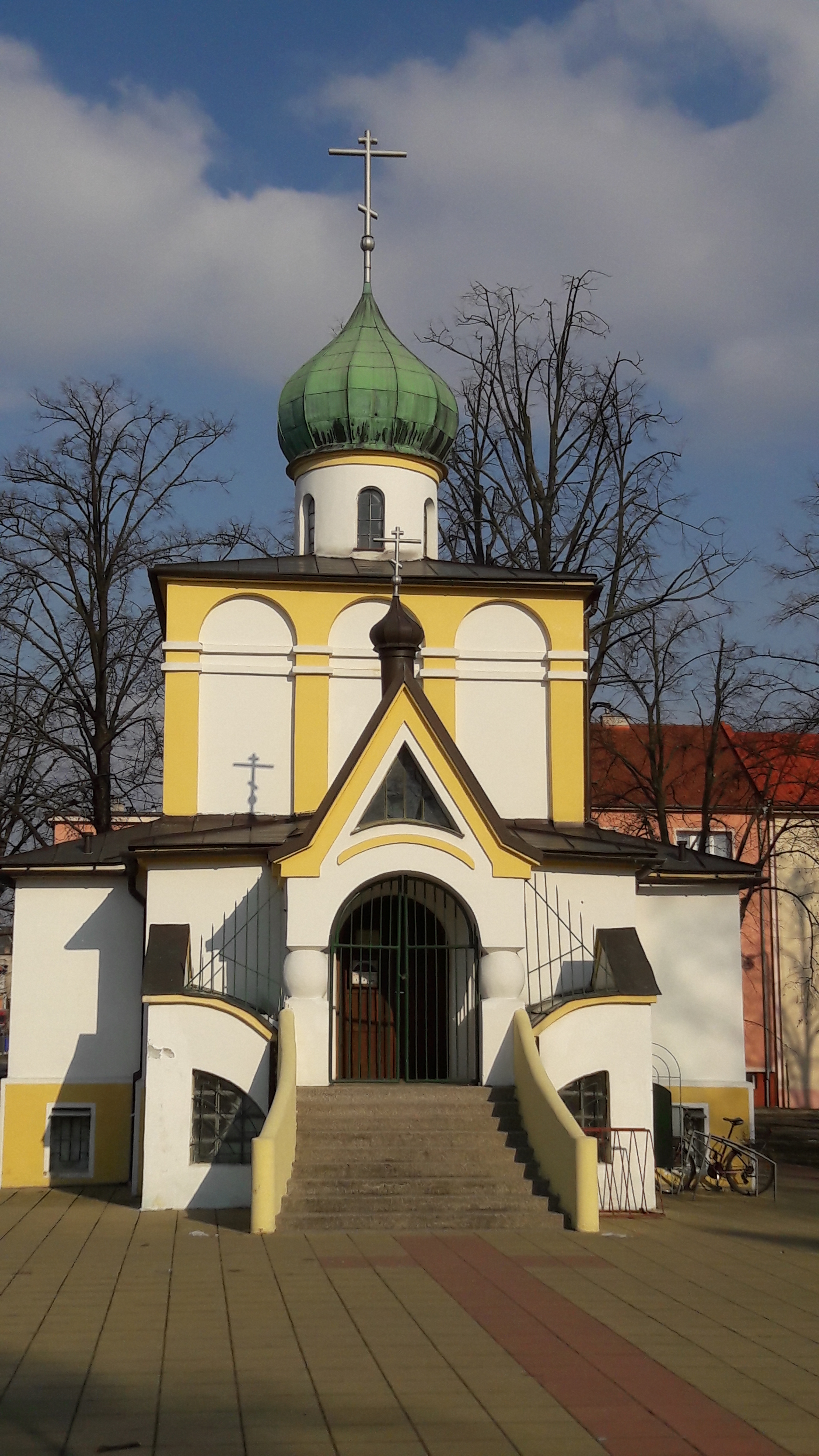
Fasada
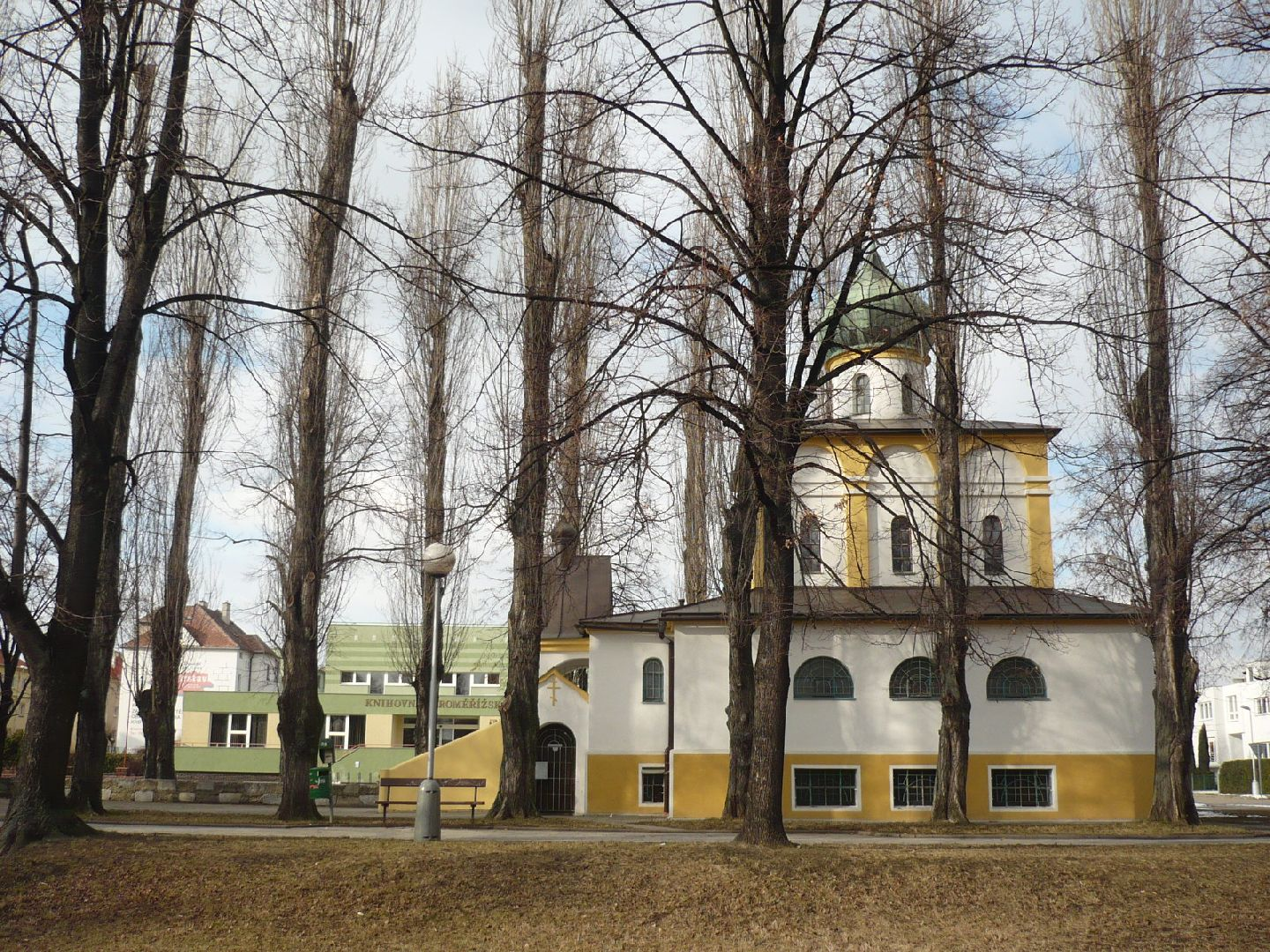
Elewacja południowa
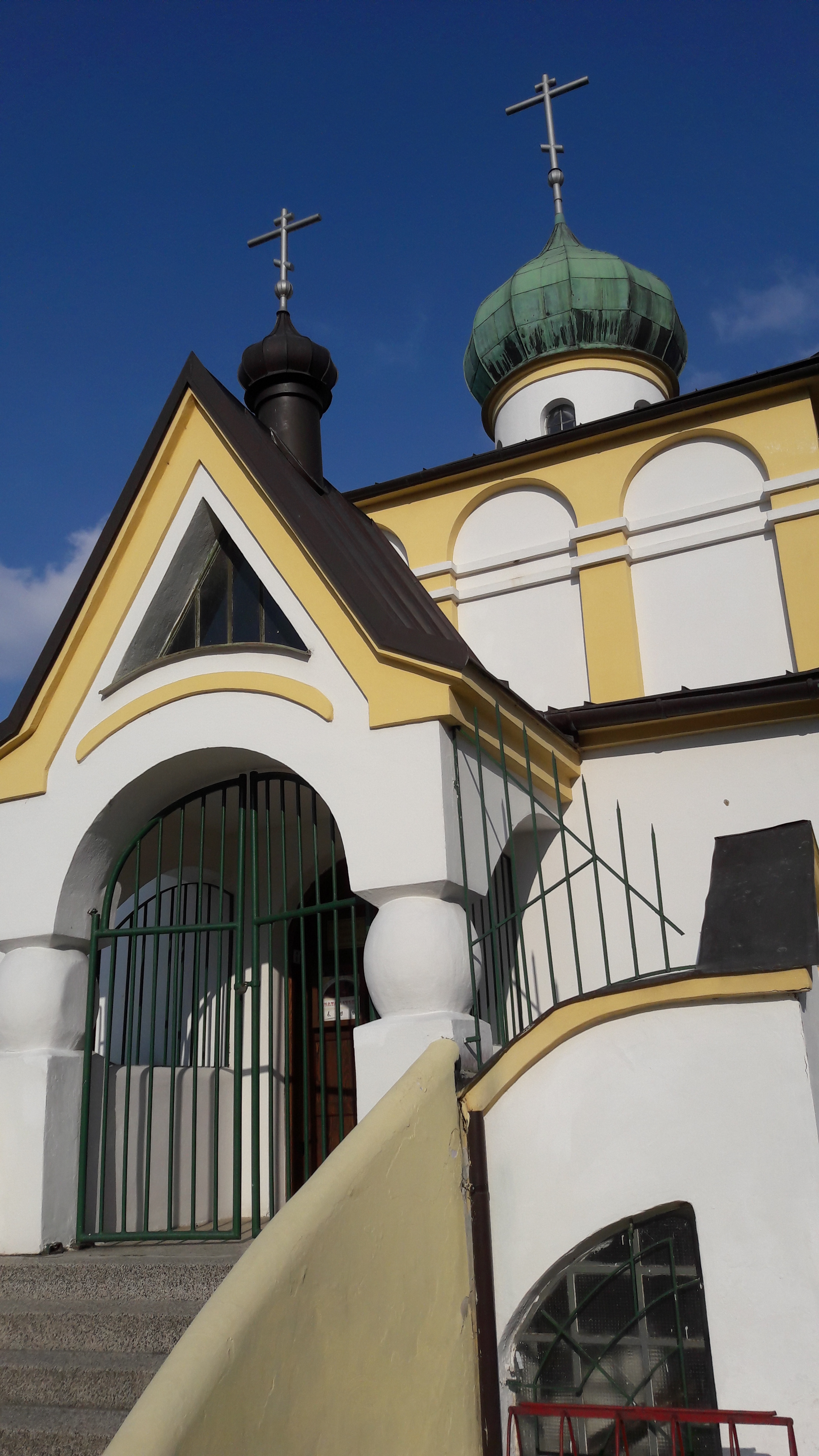
Wejście